# Adraga univitta
Adraga univitta är en tvåvingeart som beskrevs av Walker 1858. Adraga univitta ingår i släktet Adraga och familjen vapenflugor. Inga underarter finns listade i Catalogue of Life.